# Douglas A-20 Havoc
Эта статья об американском самолете. О советском танке, см. А-20 (танк).
Ду́глас А-20 Хэ́вок/ДБ-7 Бо́стон (англ. Douglas A-20 Havoc/DB-7 Boston) — семейство самолётов, включавшее штурмовик, лёгкий бомбардировщик и ночной истребитель, во время Второй мировой войны состоял на вооружении ВВС США, Великобритании, Советского Союза и других стран. 
В ВВС стран Содружества известен под именем «Бостон», версия ночного истребителя называлась «Хэвок». В ВВС США принят на вооружение под обозначении А-20 Хэвок.

## Разработка
В 1936 году компания «Дуглас» (англ. Douglas Aircraft Company) начала проектирование нового самолёта для замены устаревающих одномоторных бомбардировщиков. Проект возглавили Дональд Дуглас, Джек Нортроп и Эд Хайнеманн. Разрабатываемый самолёт, получивший фирменное обозначение Model 7A, представлял собой двухмоторный высокоплан с двигателями Pratt & Whitney R-985 мощностью 450 л. с. и должен был нести 1000 фунтов (454 кг) бомб и развивать скорость 400 км/ч. Однако, гражданская война в Испании показала недостаточность этих характеристик, и проект был прекращён.
Осенью 1937 года Воздушный корпус Армии США (англ. U.S. Army Air Corps) выпустил спецификацию на новый ударный самолёт. Для участия в конкурсе группа конструкторов «Дугласа» под руководством Эда Хайнеманна переработала Model 7A, снабдив его более мощными двигателями Pratt & Whitney R-1830 Твин Уосп (англ. Pratt & Whitney R-1830 Twin Wasp) мощностью 1100 л. с.. Новый самолёт получил обозначение Model 7B. Самолёт имел трёхстоечное шасси с носовым колесом, что было необычно для того времени, и имел взаимозаменяемые носовые секции фюзеляжа для вариантов штурмовика или бомбардировщика. Model 7B был быстрее и маневреннее своих конкурентов North American NA-40, Stearman X-100 и Martin 167F, но заказов от Воздушного корпуса Армии США не последовало.
Этот самолёт, однако, привлёк внимание комиссии по закупкам для Вооружённых сил Франции. Французы наблюдали за лётными испытаниями тайно, опасаясь нападок от сторонников изоляционистской политики США, но секрет раскрылся после крушения Model 7B 23 января 1939 года при демонстрации полёта на одном двигателе. Французы, тем не менее, заказали 100 самолётов, увеличив заказ до 270 после начала войны в Европе.
Для французского заказа самолёт был значительно переделан и получил новое обозначение DB-7 (англ. DB-7 Douglas Bomber — 7 — Дуглас Бомбардировщик — 7). Он оснащался пулемётами французского производства, фюзеляж стал выше и уже для увеличения внутреннего бомбоотсека, высокоплан был переделан в среднеплан, кабина экипажа и топливные баки получили бронезащиту.

## Модификации

### DB-7
Первый серийный самолёт семейства.
15 февраля 1939 г. был подписан контракт на поставку 100 самолётов Франции, увеличенный 14 октября того же года до 270 самолётов. Серийное производство начато 15 февраля 1939 г. Самолёты в разобранном виде перевозились морем в Касабланку, где собирались и поступали на службу в Северной Африке и самой Франции, первый самолёт получен в октябре 1939.
Оснащались двигателями Пратт-Уитни R-1830-SC3-G (англ. Pratt & Whitney R-1830) мощностью 1000 л. с., начиная с 31-го самолёта — Пратт-Уитни R-1830C-S3C4-G мощностью 1180 л. с., с двухступенчатым наддувом.
Особенностью самолёта было наличие дублирующих органов управления у хвостового стрелка, с помощью которых он мог управлять самолётом в случае ранения или гибели пилота. Самолёты имели эксплуатационные надписи на французском языке и метрические приборы.

### DB-7A
DB-7 с более мощными двигателями Райт R-2600-A5B Дабл Циклон (англ. Wright R-2600-A5B Double Cyclone20 ) мощностью 1600 л. с.. Были заказаны Францией 20 октября 1939 г., но ни один самолёт не был поставлен до капитуляции Франции (1940), позже эти самолёты выкупила Великобритания.
Имели увеличенную площадь киля, для компенсации потери путевой устойчивости, вызванной возросшей мощностью двигателей, и усиленное шасси.
Во французских ВВС самолёты DB-7 и DB-7A обозначились как DB-7 B-3, где «B-3» означало трёхместный бомбардировщик.

### DB-73
Последние самолёты этого семейства, предназначенные для Франции — заказанные 18 мая 1940 г. 480 самолётов DB-7B, но это обозначение не было удобно из-за уже имевшихся у Франции самолётов DB-7 B-3, поэтому обозначение было изменено на DB-73.
Эти самолёты также имевшие эксплуатационные надписи на французском языке и метрические приборы, в остальном были идентичны модификации A-20C.

### Бостон Мк I/Мк II
После капитуляции Франции Великобритания взяла на себя все её обязательства, и, таким образом, все заказанные, но не доставленные французские DB-7 достались Королевским ВВС.
Самолёты DB-7 получили обозначение Бостон Мк I (англ. Boston Mk I), а DB-7А — Бостон Мк II (англ. Boston Mk II). Эти самолёты были переоборудованы в соответствии с британскими стандартами — были заменены приборы, радиостанции и стрелковое вооружение (вместо пулемётов французского производства были установлены .303" (7,7-мм) пулемёты Vickers K и .303 Browning.
Бостон Мк I с его маломощными двигателями оказался непригоден для боевой службы и использовался в качестве тренировочного самолёта.

### DB-7B Бостон Мк III
Первыми самолётами, заказанными самой Великобританией, стали DB-7B , получившие в Королевских военно-воздушных силах обозначение Бостон Мк III (англ. Boston Mk III), такое же обозначение получили DB-73, ранее предназначавшиеся для Франции. Эти самолёты, использовавшиеся как лёгкие бомбардировщики, оснащались теми же двигателями, что и ДБ-7А и имели значительно более вместительные топливные баки, что увеличило дальность действия самолёта, недостаток которой на Бостонах Мк I/Мк II не устраивал англичан.
Всего Великобританией было заказано 780 самолётов Бостон Мк III, но некоторые из их были потеряны при транспортировке, кроме того, значительная часть из заказанных Великобританией самолётов была поставлена в Советский Союз.

### Хэвок Mk I/Хэвок Mk II
Из-за нехватки самолётов Королевские военно-воздушные силы вынуждены были использовать Бостоны Мк I и Бостоны Мк II в боевых действиях, заменив на Бостонах Мк I двигатели на более мощные. Из-за ограниченной возможности применения этих самолётов в дневное время, они были оборудованы для действий ночью, получив пламегасители на двигатели и дополнительное бронирование для кабины экипажа и топливных баков. Бомбовая нагрузка составляла 1100 кг.
Из-за неприспособленности для ночных полётов истребителей Харрикейн и недостаточного количества оснащённых радарами ночных истребителей Бленхейм до появления истребителей Бофайтер и Москито, было принято решение переоборудовать «Бостоны» для использования в качестве ночных истребителей. Эти самолёты получили бортовую РЛС A.I. Mk.IV, батарею из 8-ми пулемётов .303 Browning в носу вместо кабины бомбардира, оборонительное вооружение было снято, экипаж сократился до 2 человек, при этом задний стрелок стал обслуживать бортовой радар.
Обе эти модификации получили обозначение Хэвок (англ. Havok), при этом переделанные Бостоны Мк I стали обозначаться Хэвок Мк I, а Бостоны Мк II — Хэвок Мк II. Большинство этих самолётов окрашивались в чёрный цвет. Всего был переделан 181 самолёт.

### Хэвок Мк I Пандора
12 самолётов Хэвок Мк I были вооружены экспериментальным оружием LAM (ранее оно проходило испытание на самолёте Хендли Пейдж Харроу) — воздушная мина LAM (Long Aerial Mine) представляла собой подвешенную на длинном тросе кассету с парашютными бомбами. Эти бомбы разбрасывались сверху на пути вражеских самолётов и должны были разорваться около них, поражая осколками.
«Хэвоки», вооружённые такими минами получили обозначение Хэвок Мк III и неофициальное название Пандора. Результативность этого оружия оказалась крайне низкой (всего один не подтверждённый Heinkel He 111), и вскоре все «Пандоры» были переделаны обратно в Хэвок Мк I.

### Хэвок Тербинлайт
Бортовая РЛС ночных истребителей позволяла лишь обнаружить и сблизиться с целью, прицеливание же происходило с помощью обычных прицелов, что было затруднительно в темноте. Для решения этой проблемы, с 1941 г. 31 самолёт Хэвок Мк I и 39 самолётов Хэвок Мк II были оснащены прожектором яркостью 2700 миллионов кандел, питающимся от аккумуляторной батареи весом в одну тонну, расположенной в бомбоотсеке.
И сами самолёты, и прожектор получили название Турбинлайт (англ. Turbinlite).
Эти самолёты были безоружны и должны были только обнаруживать и подсвечивать цели, сбивать же обнаруженные
самолёты противника должны были истребители Харрикейн, входящие в группу перехвата.
Практическое применение Турбинлайтов оказалось сложным и малоэффективным — первым сбитым с их помощью самолётом стал британский бомбардировщик «Стирлинг», также было несколько случаев столкновения в воздухе «Турбинлайтов» и «Харрикейнов».

### DB-7C
Вариант для Голландской Ост-Индии, заказанные для колонии уже после капитуляции Нидерландов 15 мая 1940. Отличались наличием держателей для торпеды и средствами спасения на море. Должно было быть заказано 48 самолётов, но после нападения Японии на Перл-Харбор этот заказ был отменён. Вместо этого было решено поставить 32 DB-7B из числа заказанных Великобританией, но до захвата Явы японцами было поставлено только 5 самолётов.

### A-20
Первые самолёты семейства для Воздушного корпуса Армии США были заказаны в мае 1939 г. Самолёт получил обозначение А-20 и оснащался двигателями с турбонаддувом Райт R-2600-7 (англ. Wright R-2600-7) мощностью 1700 л. с.. Однако, у этих моторов возникли проблемы с надёжностью и охлаждением, в итоге было выпущено только четыре самолёта с этими двигателями, остальные получили R-2600-11 без наддува.
Всего было выпущено 63 самолёта А-20, из которых 3 были переделаны в разведывательные самолёты Ф-3 (англ. F-3), один стал опытным ночным истребителем XP-70, а оставшиеся 59 поступили на вооружение как серийные истребители П-70 (англ. P-70).

### A-20A
A-20A стал первым самолётом семейства принятым на вооружение Воздушного корпуса Армии США в качестве бомбардировщика, для его обозначения было заимствовано британское название Хэвок. Поступили на вооружение весной 1941 г. Оснащался безнаддувными двигателями Райт R-2600-3 (первые 123 самолёта) или более мощными Райт R-2600-11 (ещё 20 самолётов).
Вооружение самолёта состояло из 4-х пулемётов Браунинг M1919, установленных попарно в носу самолёта, 2 пулемётов в кабине стрелка и ещё одного пулемёта для обороны нижней части задней полусферы в полу кабины стрелка. Из бомбового вооружения следует отметить возможность применения «парафрагов» — 11-кг парашютных осколочных бомб.
В 1942 г. силами полевых мастерских некоторые самолёты были переделаны в вариант Ганшип — место бомбардира было заменено батареей из четырёх 12,7-мм пулемётов «Браунинг». Позднее аналогично переделывались новые A-20B и A-20C.

### A-20B
По-настоящему большой заказ от Воздушного корпуса Армии США поступил в 1940 г. на 999 самолётов A-20B.
Внешне самолёт отличался от A-20A остеклением носовой части и нёс более мощное стрелковое вооружение — в носу и в кабине стрелка были установлены по два крупнокалиберных пулемёта калибра 12,7 мм.
665 самолётов были переданы Советскому Союзу, остальные служили в американской армии, из них 8 самолётов использовались американским флотом как буксировщики мишеней под обозначением BD-2.
Эти самолёты, стоящие на вооружении полков 219-й бомбардировочной авиационной дивизии, имевшие наименование «Бостон-3» в документах, принимали участие в воздушном сражении на Кубани в 1943 году, когда советской авиацией было завоевано господство в воздухе в Великой Отечественной войне.

### А-20C
Необходимость увеличения объёмов производства в условиях войны потребовала унификации выпускаемых самолётов, и в 1941 г. появился американский вариант A-20C — практически полный аналог DB-7B Бостон Мк III, выпускавшегося для Великобритании. Самолёт оснащался двигателями Райт R-2600-23, имел протектированные топливные баки и усиленную броневую защиту. Стрелковое вооружение аналогично A-20A.
Из-за загруженности заводов «Дугласа», выпускавших ещё и один из самых массовых самолётов времён Второй мировой войны DC-3 «Дакота», часть заказа была передана для производства по лицензии фирме «Боинг», лицензионные машины отличались другим электрооборудованием. Всего было выпущено 948 самолётов A-20C (808 самим «Дугласом» и 140 «Боингом»), предназначавшихся для поставок по ленд-лизу в Великобританию, Австралию и СССР, но после нападения на Перл-Харбор, многие самолёты поступили на вооружение США.
56 самолётов были оснащены держателями торпед, все эти торпедоносцы были отправлены в СССР.
В американских частях некоторые машины были переделаны в штурмовой вариант Ганшип; в СССР вместо кабины стрелка устанавливались турели советского производства с пулемётами ШКАС калибра 7,62 мм или УБК калибра 12,7 мм.

### А-20G
А-20G стал самой массовой модификацией — начиная с февраля 1943 г. было выпущено 2850 самолётов, из которых бо́льшая часть была поставлена в СССР.
Самолёт получил мощное пулемётно-пушечное вооружение, установленное в носу — четыре 20-мм пушки М-1 (боекомплект 60 выстрелов на ствол) и два 12,7-мм пулемёта «Браунинг M2» (500 выстрелов на ствол) на первых 250 машинах, заменённые на батарею из шести пулемётов на последующих, экипаж был сокращён до двух человек (пилот и задний стрелок). В качестве оборонительного вооружения самолёт получил закрытую турель фирмы «Мартин» с двумя 12,7-мм пулемётами «Браунинг M2» (боекомплект 400 выстрелов на ствол). В месте установки турели фюзеляж был расширен на 15 см. Ещё один пулемёт «Браунинг M2» устанавливался в полу кабины стрелка. Такое вооружение из девяти пулемётов «Браунинг M2» стало стандартом для всех последующих A-20.
Двигатели «Райт R-2600-23», стоявшие на A-20G, развивали мощность 1600 л. с..

### А-20H
Модификация с 1700-сильными двигателями Райт R-2600-29, в остальном не отличавшаяся от A-20G. Построено 412 единиц.

### А-20J/Бостон Мк IV
Модификация на базе A-20G выполнявшая роль лидера, наводящего на цель группу A-20G. Самолёт снова получил полноценное место бомбардира, лишившись четырёх из шести носовых пулемётов.
Было построено 450 самолётов, 169 из которых были поставлены Королевским военно-воздушным силам, где получили обозначение Бостон Мк IV.

### А-20K/Бостон Мк V
Последняя серийная модификация. Аналогичен А-20J, но выполнен на базе А-20H.
Последний, 413-й самолёт этой модификации, собранный 20 сентября 1944 г. стал последним выпущенным A-20.

### P-70
В связи с потребностью Воздушного корпуса Армии США в тяжёлых ночных истребителях, производство A-20 было переориентировано на производство P-70. Они оснащались радаром SCR-540 (копией британского A.I. Mk.IV) и получили подвешенную в бомбоотсеке гондолу с четырьмя 20-мм пушками. Самолёт полностью, включая носовое остекление, красился в чёрный цвет для уменьшения бликов.
Экипаж состоял из двух человек — пилота и оператора радара, сидевшего в кабине заднего стрелка.
Также, в ночные истребители переделывались самолёты модификаций A-20C, -G и -J. Истребитель на базе A-20C получил обозначение P-70A-1, на базе A-20G строились P-70A-2 и P-70B-1, на базе A-20J — P-70B-2. Модификации P-70B-1 и P-70B-2 оснащались американским радаром сантиметрового диапазона SCR-720 или SCR-729.
P-70 и P-70A применялись ВВС США на Тихоокеанском ТВД, P-70B-1 и P-70B-2 использовались только как тренировочные.
Все P-70 были сняты с вооружения в 1945 г.

### F-3A
В 1944 г. появилась модификация F-3A — ночной разведывательный самолёт на базе A-20J и -K (обозначение F-3 получили разведчики, переделанные из оригинального A-20). В бомбоотсеке F-3A установились фотоаппараты и подвешивались осветительные бомбы.
Самолёт был вооружён 20-мм пушкой в носовой части, экипаж состоял из пилота, наблюдателя и штурмана.
Первым самолётом, приземлившимся в Японии после её капитуляции, был F-3.

### Прочие
Ещё одной модификацией был CA-20J — транспортный самолёт на базе A-20J, с приспособленным для перевозки грузов и пассажиров бомбоотсеком. Таким самолётом с роскошной каютой в бомбоотсеке владел Говард Хьюз.
После войны многие переоборудованные Хэвоки использовались для перевозки почты и тушения лесных пожаров.

## Боевое применение

### Франция
ДБ-7, заказанные Францией, в разобранном виде перевозились морем в Касабланку, где собирались и поступали на службу в Северной Африке и самой Франции. К моменту нападения Германии на Францию 10 мая 1940 года в строю было 64 самолёта, из которых только 12 приняли участие в боевых действиях.
В дополнению к первоначальному заказу, Франция заказала ещё 200 самолётов с улучшенными двигателями, но ни один из них не был поставлен. Перед капитуляцией, чтобы избежать захвата немецкими войсками, все самолёты были отправлены в Северную Африку. Часть из них попали под контроль правительства Виши и использовались против союзников во время операции «Торч», остальные служили в авиации Свободной Франции. После присоединения французских войск в Северной Франции к союзникам, ДБ-7 использовались в качестве тренировочных, несколько самолётов в начале 1945 г. были отправлены назад во Францию, где использовались для подавления сопротивления окружённых немецких войск.

### Великобритания
Среди эпизодов их боевой службы, можно отметить атаку немецких кораблей «Шарнхорст», «Гнейзенау» и «Принц Ойген» во время их прорыва из Бреста через Ла-Манш (операция «Цербер»), бесславный налёт на Дьеп (операция «Юбилей») и участие в боях в Северной Африке, где Бостоны Мк III пришли на смену Бленхеймам.

### СССР
Всего по ленд-лизу в СССР было поставлено 3066 шт. А-20 различных модификаций.
Во второй половине 1943 года на московском авиазаводе началась модернизация бомбардировщиков «Бостон», в ходе которой 7,62-мм пулемёт «Кольт-Браунинг» в кабине у стрелка-радиста заменяли на советский 12,7-мм пулемёт Березина, также заменяли бомбодержатели (для возможности использования всех типов советских авиабомб).
Поставки этих машин начались в 1943 г. двумя маршрутами — через Аляску и Иран. У нас их называли А-20Ж, отсюда прозвище — «Жучок».
Первые A-20G появились на советско-германском фронте летом 1943 г. Этот тип стал в нашей авиации поистине многоцелевым самолётом, выполнявшим самые разные функции — дневного и ночного бомбардировщика, разведчика, торпедоносца и минного заградителя, тяжёлого истребителя и даже транспортного самолёта. Мало применялся он лишь в качестве штурмовика — по своему основному назначению.
Эти самолёты попробовали использовать для бомбо-штурмовых ударов по позициям противника, автотранспорту на дорогах, поездам и аэродромам. Оказалось, что «Жучок» очень уязвим для зенитного огня на малых высотах, из-за значительных размеров и слабого броневого прикрытия. Лишь при достижении внезапности можно было рассчитывать на сравнительную безопасность при штурмовке в условиях хорошо отлаженной ПВО немцев. Тем не менее, советские лётчики периодически осуществляли штурмовые удары по автоколоннам, поездам и судам. Экипажи 449-го полка в такой ситуации обычно атаковали с высоты 300—700 м, пикируя под углом 20-25°. После очереди в 20-30 снарядов следовал быстрый уход на бреющем полёте.
Участвовали в воздушных сражениях на Кубани 1943 года.
Оснащённые радиолокатором «Гнейс-2», самолёты использовались в качестве ночных истребителей. Ими была вооружена 56-я авиационная дивизия истребителей дальнего действия.
В авиации ВМФ самолёты с РЛС использовались для поиска надводных кораблей.
Также применялись в авиационных частях Балтийского флота (в частности 51-й минно-торпедный авиаполк был полностью оснащён такими самолётами).
На Тихоокеанском флоте они тоже имелись, состояли на вооружении 49-го минно-торпедного авиаполка ВВС ТОФ.
В Советском Союзе «Бостоны» успешно прослужили до самого конца войны. Они участвовали во всех крупных операциях завершающего периода — Белорусской, Ясско-Кишиневской, Восточно-Прусской и многих других, воевали в небе Польши, Румынии, Чехословакии, Германии. На 1 мая 1945 г. советские ВВС располагали 935 «Бостонами». Более двух третей из них являлись машинами модификации G.
22 апреля советские «Бостоны» впервые сбросили бомбы на Берлин.
221-я дивизия работала в полосе наступления 8-й армии, в частности, она поддерживала штурм Зееловских высот. 57-й полк летал даже в условиях плохой видимости, когда самолёты других частей стояли на земле. 23 экипажа, невзирая на низкую сплошную облачность, разбомбили артиллерийские и миномётные батареи у Гелесдорфа. На следующий день звено лейтенанта Гадючко разрушило переправу через Шпрее.

## Сохранившиеся экземпляры
В декабре 2016 года бомбардировщик Douglas A-20 Havoc/DB-7 Boston был обнаружен на дне Чёрного моря в зоне поисково-спасательных работ после крушения самолёта Ту-154. По архивным документам удалось установить дату катастрофы — 15 ноября 1942 года — и его погибший экипаж.
В мае 2017 года на дне Финского залива был обнаружен бомбардировщик Douglas DB-7 Boston/A-20, при строительстве газопровода «Северный поток — 2». Самолёт был найден на глубине 100 метров, без значительных повреждений. Силами компании Nord Stream 2 AG проведена видеосъёмка самолёта на дне залива.
Один из сохранившихся экземпляров представлен в экспозиции Музейного комплекса УГМК (Свердловская область, г. Верхняя Пышма).

## Технические данные (A-20G-45)
Технические характеристики
- Экипаж: 3
- Длина: 14,63 м
- Размах крыла: 18,69 м
- Высота: 4,83
- Площадь крыла: 43,20 м²
- Масса пустого: 8 029 кг
- Нормальная взлётная масса: 11 794 кг
- Максимальная взлётная масса: 13 608 кг
- Силовая установка: 2 × радиальных Wright R-2600-A5B Twin Сyclone
- Мощность двигателей: 2 × 1 600 л.с.

Лётные характеристики
- Максимальная скорость: 510 км/ч
- Крейсерская скорость: 390 км/ч
- Практическая дальность: 1 610 км
- Перегоночная дальность: 3 380 км
- Практический потолок: 7 230 м

Вооружение
- Стрелково-пушечное: 6 × 12,7-мм носовых пулемётов, 2 × 12,7-мм пулемёта в турели с электроприводом и 1 × 12,7-мм пулемёт для стрельбы через отверстие в днище фюзеляжа;
- Бомбы: нормально — 910 кг бомб в бомбоотсеке и столько же на подкрыльевых узлах

## Эксплуатанты
США
- Воздушный корпус Армии США[англ.]
- ВВС Армии США[англ.]
- авиация ВМС США
- авиация КМП США

 Великобритания
- Royal Air Force[9][10][11]: эскадрильи №№ 13, 14, 18, 23, 55, 85, 88, 93, 107, 114, 226, 530-539, 605.

 Канада
- Королевские ВВС Канады: 418-я эскадрилья[12].

 Австралия
- ВВС Австралии: 69 самолётов (22 DB-7B, 9 A-20C, 9 A-20A и 29 A-20G),  22-я эскадрилья[13].

 Южно-Африканский Союз
- ВВС ЮАС: 24-я эскадрилья.

 Французское государство
- ВВС Виши

 Свободная Франция
- ВВС «Свободной Франции»: Boston III/IV (в составе 342-й эскадрильи RAF)

 Нидерланды
- ВВС Нидерландов: армейская авиация Нидерландской Восточной Индии (ML-KNIL): получено несколько DB-7B... вместо заказанных DC-7C.

 Польша
- ВВС Польши (Польские ВВС во Франции и Великобритании): 307-я эскадрилья ночных истребителей RAF "Lwowskich Puchaczy".

 Бразилия
- ВВС Бразилии: 30 A-20K и 1 A-20C в составе 1-й и 2-й легкобомбардировочных групп

 СССР
- ВВС СССР и морская авиация: 2908 самолётов.

 Япония
- ВВС Императорской армии Японии и ВВС Императорского флота Японии: несколько трофейных нидерландских машин.